# Elio Tinti

Bischofswappen von Elio Tinti

Elio Tinti (* 14. August 1936 in Bologna; † 24. September 2024 ebenda) war ein italienischer römisch-katholischer Geistlicher und Bischof von Carpi.

## Leben
Elio Tinti empfing am 25. Juli 1960 durch den Erzbischof von Bologna, Giacomo Kardinal Lercaro, in der Basilika San Petronio das Sakrament der Priesterweihe für das Erzbistum Bologna.
Papst Johannes Paul II. ernannte ihn am 17. Juni 2000 zum Bischof von Carpi. Die Bischofsweihe spendete ihm der Erzbischof von Bologna, Giacomo Kardinal Biffi, am 26. August desselben Jahres in der Kathedrale von Bologna. Mitkonsekratoren waren Benito Cocchi, Erzbischof von Modena-Nonantola, und Paolo Rabitti, Bischof von San Marino-Montefeltro. 
Am 14. November 2011 nahm Papst Benedikt XVI. das von Elio Tinti aus Altersgründen vorgebrachte Rücktrittsgesuch an.
Am 24. September 2024 starb Elio Tinti im Alter von 88 Jahren im Priesterwohnheim Casa del Clero in Bologna.